# Premi Especial de la Unión de Actores y Actrices
El Premi Especial de la Unión de Actores es lliura des de 1991 a la persona o entitat que hagi destacat en la seva relació amb la professió de la interpretació..

## Guardonats
| Any  | Guanyador                                                                                          |
| ---- | -------------------------------------------------------------------------------------------------- |
| 2019 | |
| 2018 | Sub Comisión Estatuto del Artista                                                                  |
| 2017 | Esperanza Roy                                                                                      |
| 2016 | Festival Internacional 16 Kilómetros                                                               |
| 2015 | Festival Una Mirada Diferente del CDN                                                              |
| 2014 | Matadero Madrid                                                                                    |
| 2013 | ConArte                                                                                            |
| 2012 | Antonio Malonda (Escuela Bululú)                                                                   |
| 2011 | Asociación para la Recuperación de la Memoria Histórica Federación Estatal de Foros por la Memoria |
| 2010 | Teatro Circo Price                                                                                 |
| 2009 | Institut Cervantes                                                                                 |
| 2008 | Programa Versión española                                                                          |
| 2007 | Centro de Documentación Teatral                                                                    |
| 2006 | Librería "Ocho y Medio"                                                                            |
| 2005 | Círculo de Bellas Artes                                                                            |
| 2004 | Fundación AISGE                                                                                    |
| 2003 | Revista Primer Acto Revista de la ADE                                                              |
| 2002 | Real Escuela Superior de Arte Dramático                                                            |
| 2001 | Museo de Teatro de Almagro                                                                         |
| 2000 | Teatro Albéniz de la CAM                                                                           |
| 1999 | Caiga Quien Caiga La 2 Noticias                                                                    |
| 1998 | La Barraca                                                                                         |
| 1997 | Fundación Argentaria                                                                               |
| 1996 | Fundación Casa del Actor                                                                           |
| 1995 | Antoñita Vda. de Ruiz                                                                              |
| 1994 | Arnold Taraborelli                                                                                 |
| 1993 | Salas Alternativas                                                                                 |
| 1992 | La Avispa                                                                                          |
| 1991 | Josefina García Aráez                                                                              |